# Železniční trať Ústí nad Labem – Úpořiny – Bílina
Železniční trať Ústí nad Labem – Úpořiny – Bílina (v jízdním řádu pro cestující označená číslem 131) je dvoukolejná elektrizovaná trať, vedoucí údolím řeky Bíliny z Ústí nad Labem přes Úpořiny do Bíliny. Dráhu vybudovala Ústecko-teplická dráha jako paralelní spojnici ke starší hlavní trati Ústí nad Labem – Chomutov. Trať byla v několika úsecích přeložena a do stanice Světec je napojena významná úpravna uhlí Ledvice. Od roku 1967 je trať elektrizována. Dnes je trať součástí celostátní dráhy a slouží převážně nákladní, v menší míře také osobní dopravě.

## Historie

### Nástup ATE
Mezi lety 1856 a 1858 vystavěla společnost Ústecko-teplické dráhy (ÚTD, častěji se však používala zkratka ATE z německého ekvivalentu Aussig-Teplitzer Eisenbahn) svou první trať, vedoucí mezi městy Ústí nad Labem a Teplice. Zároveň se jednalo o první železniční trať na české straně Krušných hor. V polovině šedesátých let pak byla zahájena stavba dalšího prodloužení do Duchcova a následně Bíliny a Mostu; celá 65 kilometrů dlouhá trať až do Chomutova byla otevřena roku 1870.

### Cesta krealizaci

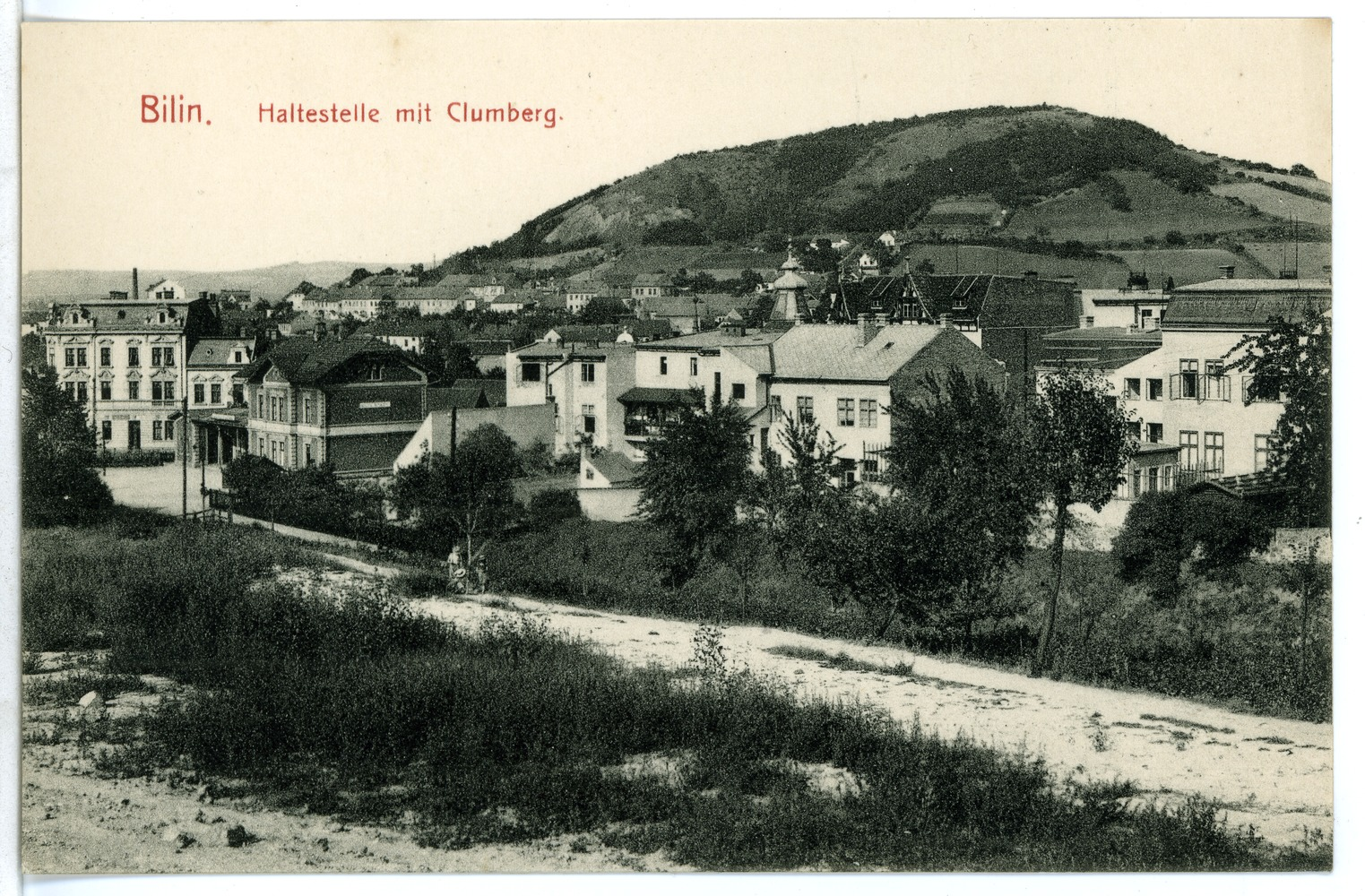
Původní nádraží v Bílině

Hlavní trať ATE vedla víceméně rovinatou krajinou Teplicka a Mostecka, kde ležela největší města v regionu a také rozsáhlá uhelná ložiska, která byla jedním z hlavních důvodů stavby trati. Obce v údolí řeky Bíliny, ležícím jižně od trati, tak zůstaly bez železničního spojení a začaly usilovat o trať vlastní. Vzhledem k finanční náročnosti stavby však nebyly schopny celý projekt realizovat vlastními silami a obrátily se proto na samotnou ATE. Ta řešila jiný problém – vzhledem k prudkému nárůstu dopravy začala být její trať zejména v nejvýchodnější části mezi Ústím a Teplicemi velmi přetížena mnoha nákladními vlaky. Roku 1870 proto byla v tomto úseku zahájena pokládka druhé koleje, později prodloužené až po Duchcov. Projekt v podstatě paralelní dráhy, vedené bílinským údolím, se společnosti zalíbil a nakonec se jej rozhodla provést.

### Projekt, stavba a otevření
Podle návrhu měla nová trať začínat ve stanici Trmice na stávající hlavní trati ATE, odkud se oddělovala do přibližně jihozápadního směru a připojila k řece Bílině, podél které vedla po většinu své délky. Mezilehlými stanicemi na trase se staly Řehlovice, Úpořiny, Ohníč a Světec. Po 26 kilometrech byla zaústěna do nádraží Bílina (dnes již zrušeného). Se stavbou trati oficiálně nazvané „Bielatalbahn“ (Dráha v údolí Bíliny) se začalo po udělení koncese 21. ledna 1872.
Stavba vzhledem k příznivému terénu nevyžadovala rozsáhlé zemní práce, proto na trati nevznikl žádný tunel ani větší most a realizace díla se tím zlevnila, ačkoli sama společnost ATE na finanční náklady příliš nehleděla. Trať byla stavěna jako jednokolejná, ale s parametry obvyklými spíše pro dráhy hlavní, včetně nejvyšší povolené rychlosti 50 km/h. Slavnostní otevření se uskutečnilo 6. června 1874. Nová trať značně odlehčila provozu na přetížené trati přes Teplice a zkapacitnila dopravu mezi Polabím a uhelnou pánví.

## Provoz

### První léta

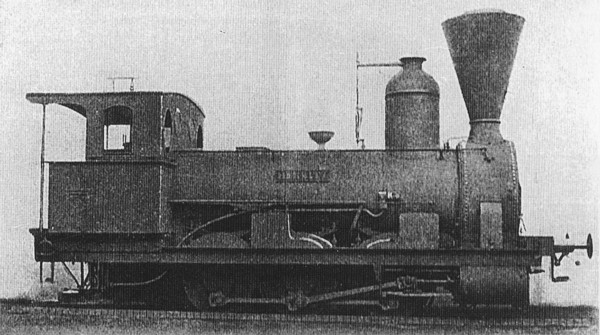
Lokomotiva typu IIb, provozovaná na trati koncem 19. století

Od počátku byla trať zamýšlena především jako druhá paralelní spojnice s teplickou tratí. Množství nákladních vlaků doplňovaly zpočátku pouze tři páry vlaků osobních, zajišťujících místní přepravu. Pro provoz se používaly všechny typy osobních i nákladních lokomotiv ATE, nejčastěji řad Ia, IIa, IIb a IIIa. Nasazovány zde tak byly i stroje převedené ze starší teplické trati. Od osmdesátých let na dráhu přicházely i novější Ib a IVa, původem z lokomotivek Vídeňské Nové Město a Hartmann. Roku 1887 byla dokončena pokládka druhé koleje i v úseku Duchcov – Bílina – Chomutov. V poslední čtvrtině 19. století projelo po obou souběžných tratích dohromady až 100 nákladních vlaků denně.

### Po zestátnění
K 1. lednu 1923 připadl veškerý majetek zestátněné společnosti ATE Československým státním drahám (ČSD), které tak začaly zajišťovat provoz i na této trati. V praxi se však mnoho nezměnilo, protože byly v prvních letech po zestátnění většinou k dopravě vlaků používány ještě původní lokomotivy z parku zestátněné společnosti. Koncem dvacátých let se zde objevily i novější typy lokomotiv a vznikly nové zastávky Stadice, Brozánky, Velvěty, Lbín, Dolánky u Bíliny, Ohníč, Křemýž a Chudeřice. Některé z nich byly později zrušeny (například Dolánky a Křemýž). Teprve v roce 1937 byla rozšířena osobní doprava až na 7 párů vlaků, doplněných dalším párem v pracovní dny.

### Druhá světová válka
Po odstoupení Sudet Německu převzaly provoz od října 1938 Deutsche Reichsbahn (DR). Za války byla provedena obnova svršku, aby po trati mohly projíždět i časté vojenské transporty a mnoho nákladních vlaků nejen s uhlím, ale nově také ropnými produkty z rafinerie v Záluží u Litvínova (dnes Unipetrol RPA), otevřené v závěru roku 1942. Spojnici se vyhnulo větší bombardování a při převzetí dopravy zpět do rukou ČSD v květnu 1945 nebyla vážněji poškozena.

### Po roce 1945
I ve čtyřicátých a padesátých letech trať stále sloužila zejména nákladní dopravě. S rozvojem povrchové těžby uhlí po roce 1950 objem dopravy stoupal a bylo přikročeno ke zdvojkolejnění trati v celé délce; stalo se tak mezi lety 1955 a 1956. Druhá kolej značně zrychlila provoz a zvýšila kapacitu dráhy.

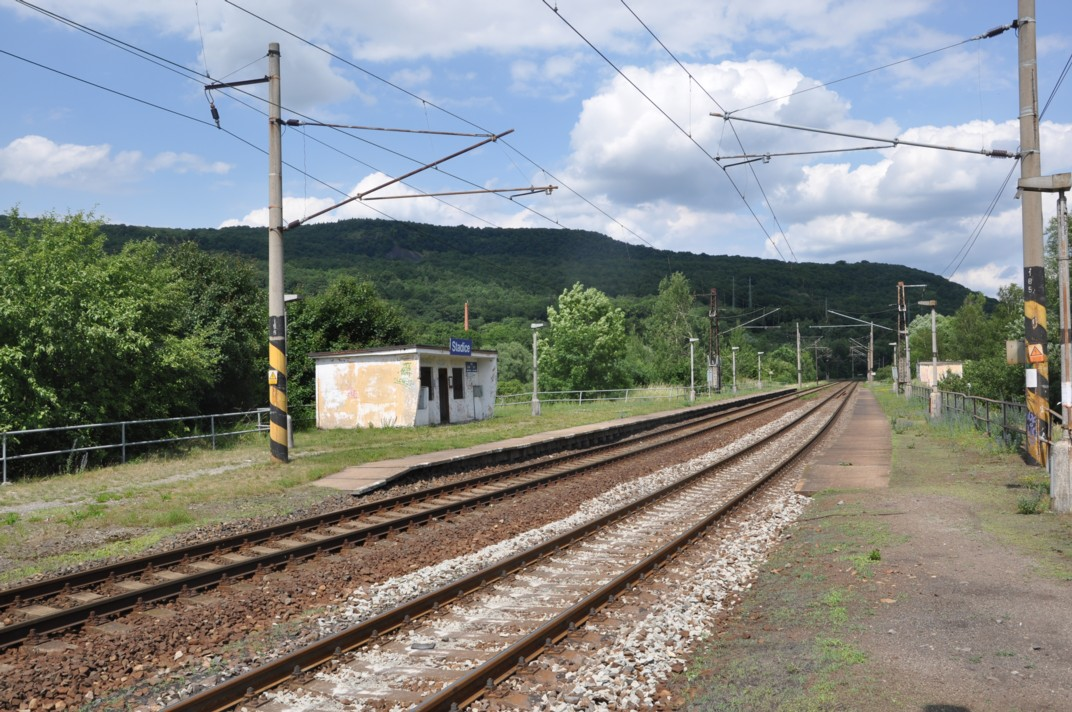
Zastávka Stadice

Rostoucí nákladní doprava narazila počátkem šedesátých let na problém v podobě dopravy osobní. Po několika redukcích osobních vlaků přišlo na jaře 1962 rozhodnutí o úplném zastavení osobní dopravy a jejím nahrazení „Náhradní autobusovou dopravou ČSD“ i přes protesty okolních obcí. Roku 1963 byla dokončena elektrizace hlavní trati Ústí – Most. Přestože zavedení nové trakce znamenalo pro dopravu další přínos, i dvojkolejná elektrizovaná trať přestávala nárokům přeprav, zejména uhlí, stačit. Vše ještě umocnila stavba nové úpravny uhlí v Ledvicích, jež měla být napojena na železniční síť spojkou do stanice Světec právě na této trati. Úpravna byla předána do zkušebního provozu v prosinci 1964 a v létě následujícího roku přišlo rozhodnutí o rekonstrukci a elektrizaci celé trati Ústí nad Labem – Bílina. Mezitím si místní obecní národní výbory vybojovaly obnovení osobní dopravy, ke kterému došlo od Nového roku 1967. Provoz na rekonstruované trati (kromě elektrizace došlo k zesílení svršku, úpravě oblouků, stavbě nových budov některých stanic a zastávek a zvýšení traťové rychlosti na 60 km/h) započal 28. prosince 1967. Koncem šedesátých let bylo také zprovozněno nové nádraží v Bílině, jenž si vyžádalo úpravu zaústění trati do stanice a přeložku u Chudeřic. Poslední změna nastala roku 1982, kdy začal provoz na přeložce u Hrbovic a trať Ústí nad Labem – Chomutov byla nově vedena mimo stanici Trmice.
Po elektrizaci množství vlaků stále stoupalo a osobní doprava, tentokrát zastoupená již deseti páry vlaků, se opět stala nežádoucí. Druhé zastavení provozu osobních vlaků přišlo v květnu 1976, tentokrát však na dlouhých 15 let – znovu byly vlaky zavedeny až v roce 1991.

## Současnost

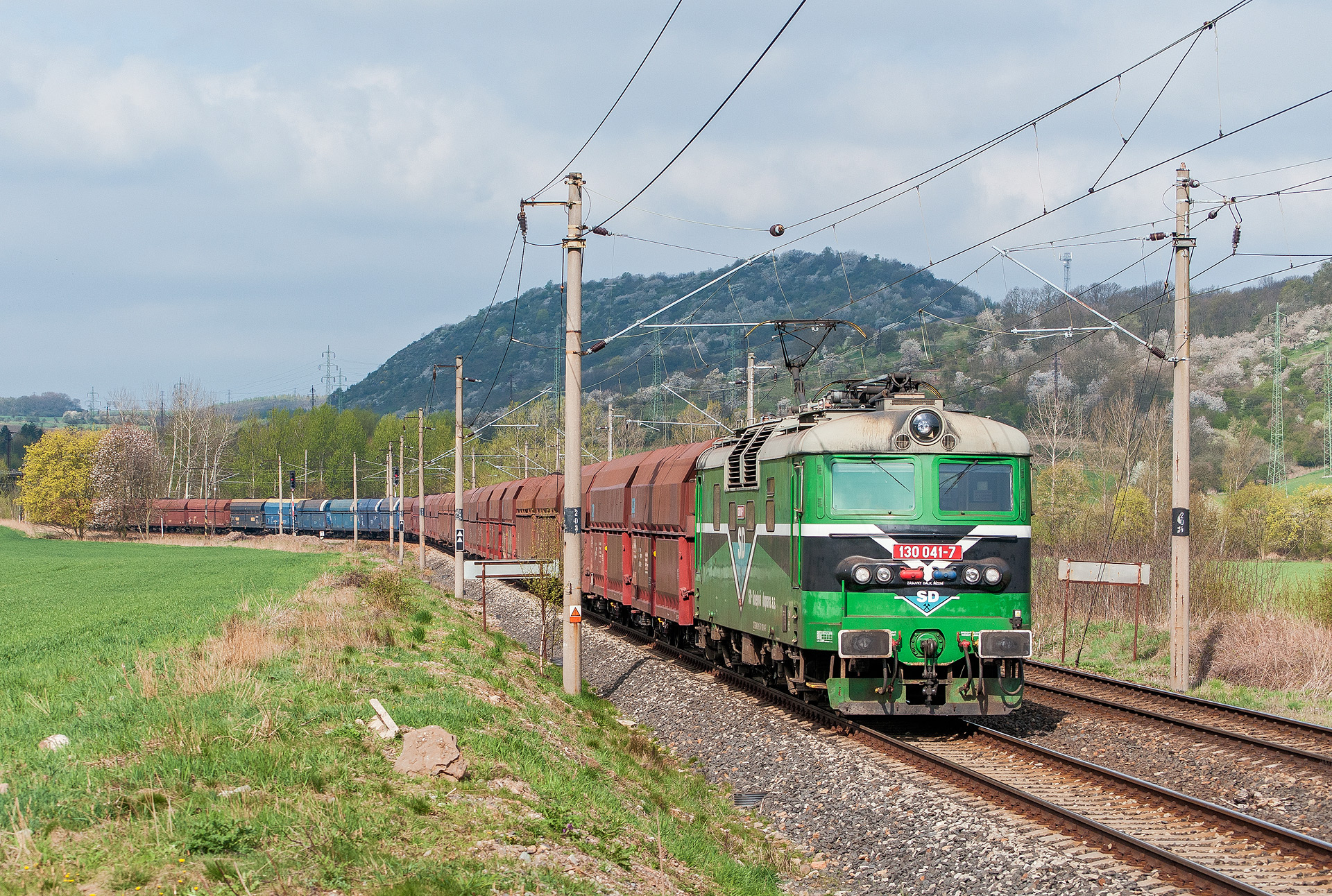
Lokomotiva řady 130 s uhelným vlakem u Stadic

I přes pokles nákladní dopravy v devadesátých letech je trať stále důležitou spojnicí Mostecka a Teplicka s Polabím a je zařazena do sítě celostátní dráhy. V roce 2017 byly na trati provozovány pouze zastávkové osobní vlaky, jezdící ve dvouhodinovém taktu v relaci Ústí nad Labem – Bílina a zpět a vedené motorovými jednotkami řady 814, tzv. Regionova. Dálkové vlaky směřující do Chomutova a dále na západ jsou vedeny po hlavní trati přes Teplice a po této trati projíždí pouze při mimořádnostech. Větší význam má trať po stránce nákladní dopravy – kromě obvyklých vlaků s uhlím (dopravci ČD Cargo, SD – Kolejová doprava a další) jsou po ní převáženy ropné produkty z rafinerie firmy Unipetrol RPA v Záluží u Litvínova a projíždí tudy i různé směsné nákladní vlaky mířící z/na mostecké nové nádraží.
Roku 2019 osobní provoz na trati od Českých drah převzala[zdroj?] společnost RegioJet. Do roku 2022 zde byly nasazovány německé motorové jednotky 628 a od prosince 2022 zde jezdí zcela nové elektrické jednotky 654 od polského výrobce Pesa.

### Modernizace
V současné době[kdy?] probíhá na některých úsecích tzv. prostá modernizace, kdy probíhá pouze oprava kolejí či trakčního vedení a v rámci těchto prací probíhá i oprava železničních přejezdů.[zdroj?]
Kromě stanice Ústí nad Labem hlavní nádraží není žádná stanice ani zastávka peronizována.[zdroj?] Kromě stanice Bílina, která je součástí modernizace Podkrušnohorské magistrály, je v plánu modernizovat zastávku Hostomice nad Bílinou a uzlovou stanici Ústí nad Labem západ.

## Trať v kultuře
V sedmé epizodě Zloději lokomotiv českého indie seriálu Larry je trať zmíněna. Také vlak kterým hlavní hrdinové jedou do Trmic je elektrická jednotka 654. Fiktivní místa, železniční tratě a vlaky jsou zcela shodná s realitou.

## Navazující tratě

### Ústí nad Labem
- Železniční trať Ústí nad Labem – Chomutov

### Trmice (dříve; dnes se trať 130 stanici Trmice vyhýbá)
- Železniční trať Ústí nad Labem – Chomutov

### Úpořiny
- Železniční trať Lovosice – Teplice v Čechách

### Bílina
- Železniční trať Ústí nad Labem – Chomutov

## Galerie

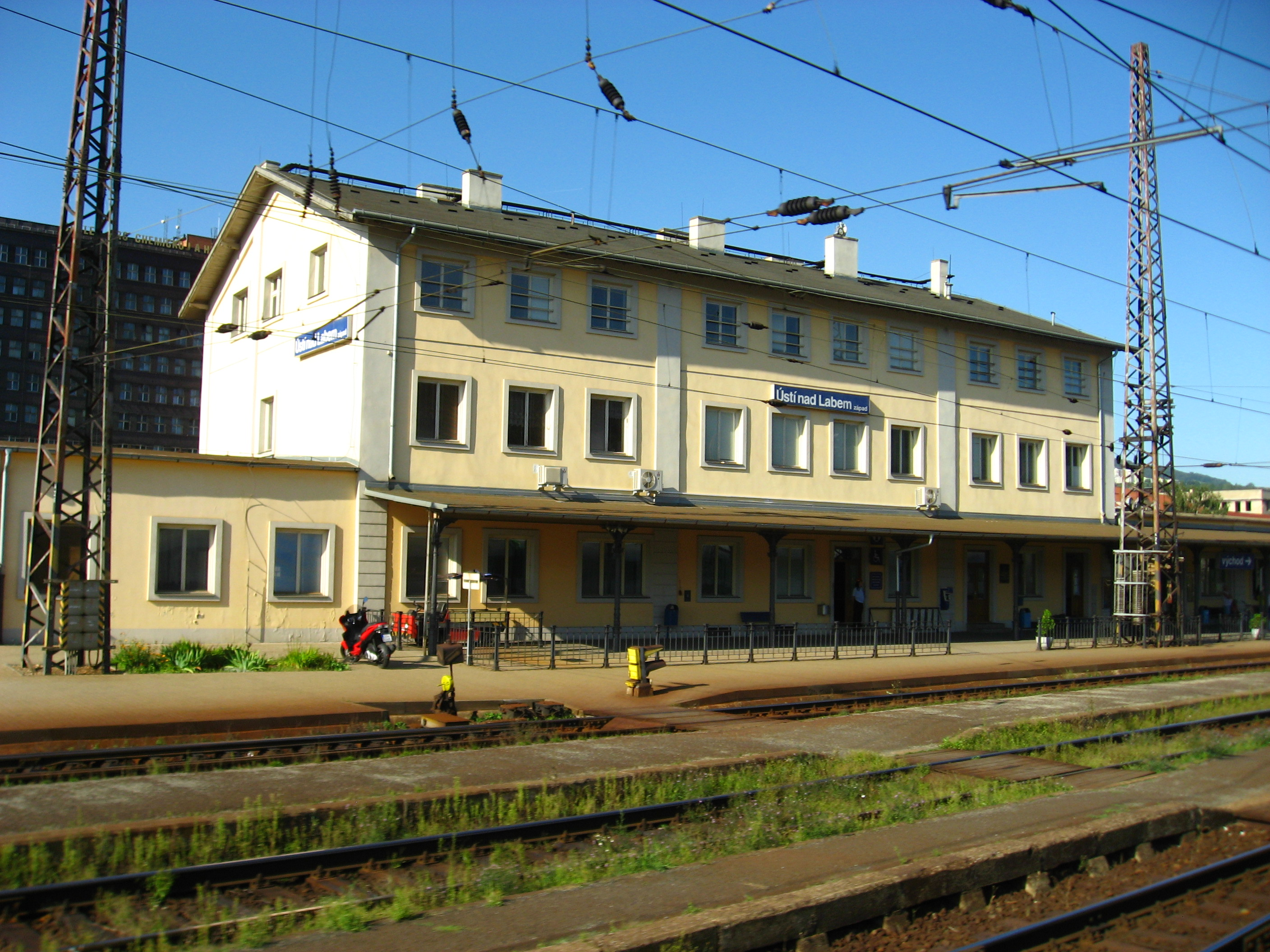
Stanice Ústí nad Labem západ
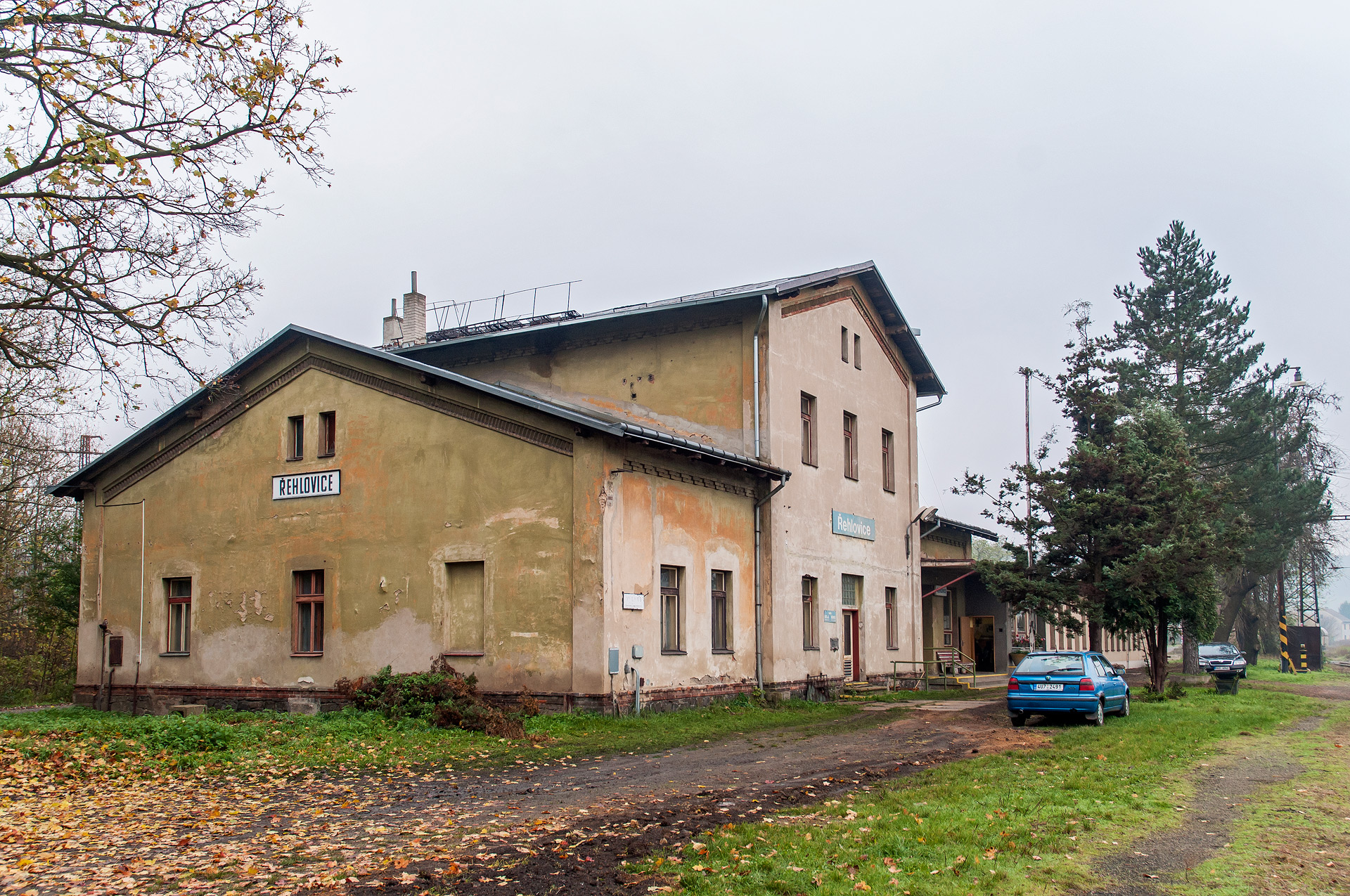
Stanice Řehlovice
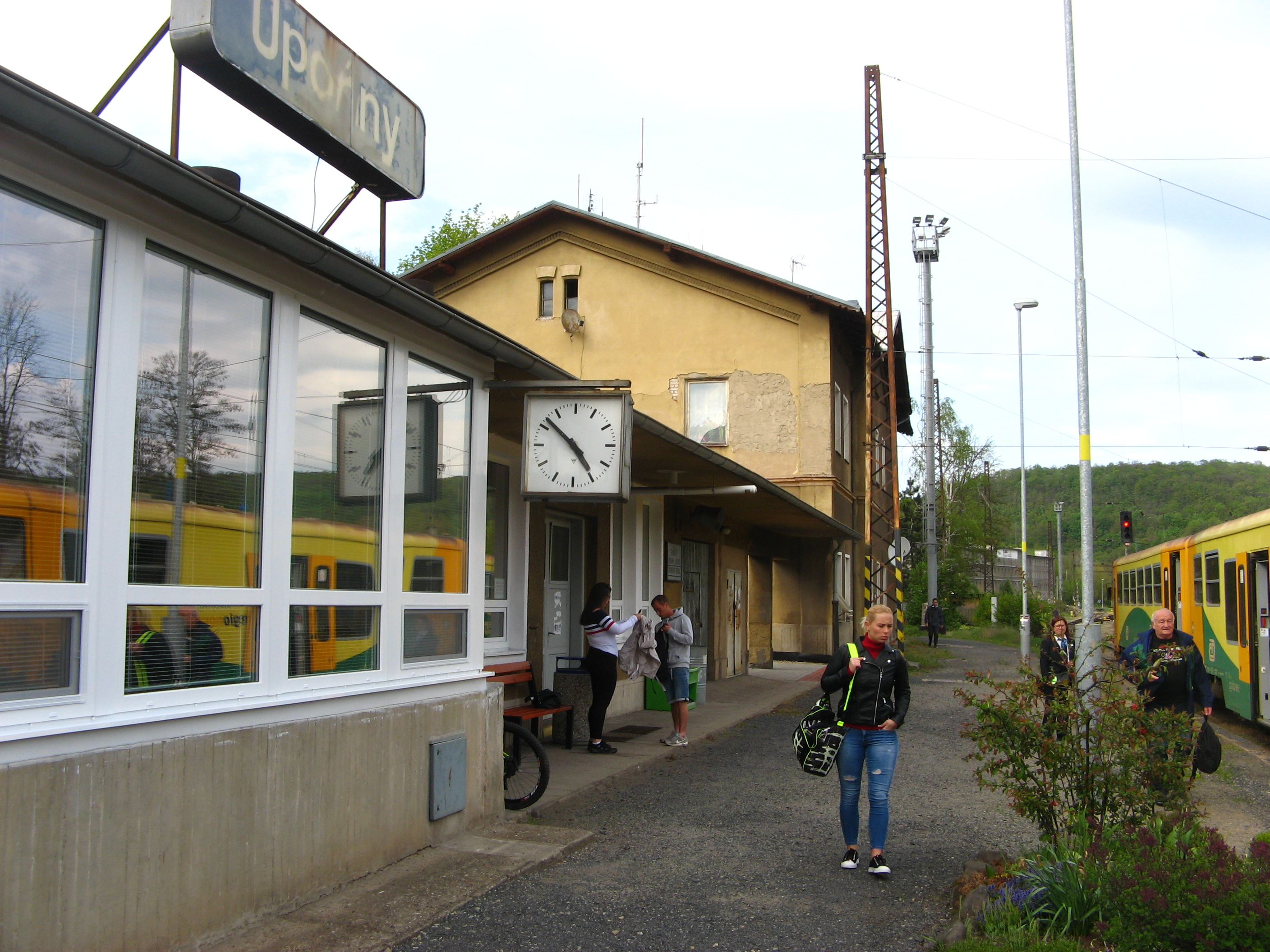
Stanice Úpořiny
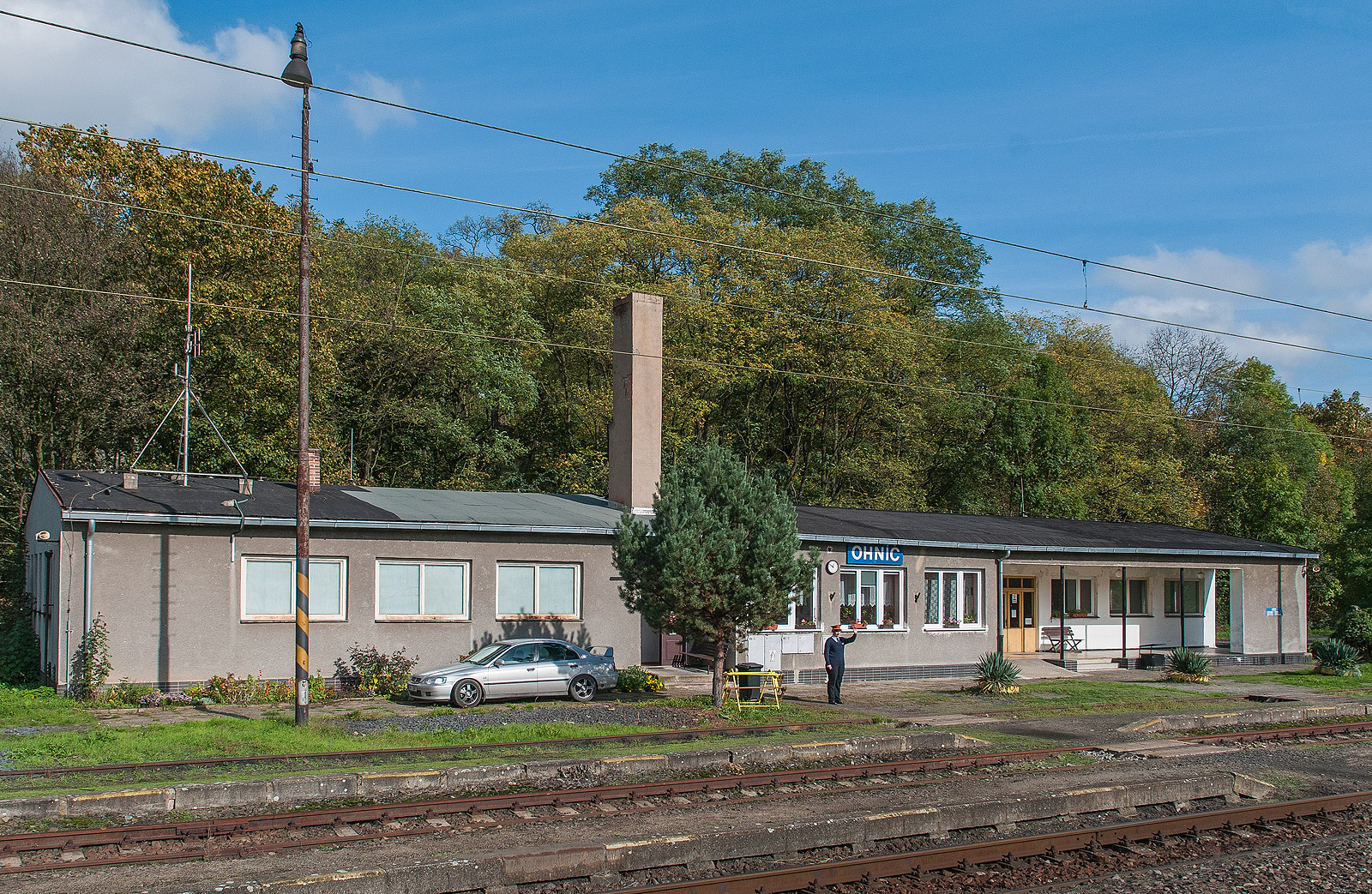
Stanice Ohníč
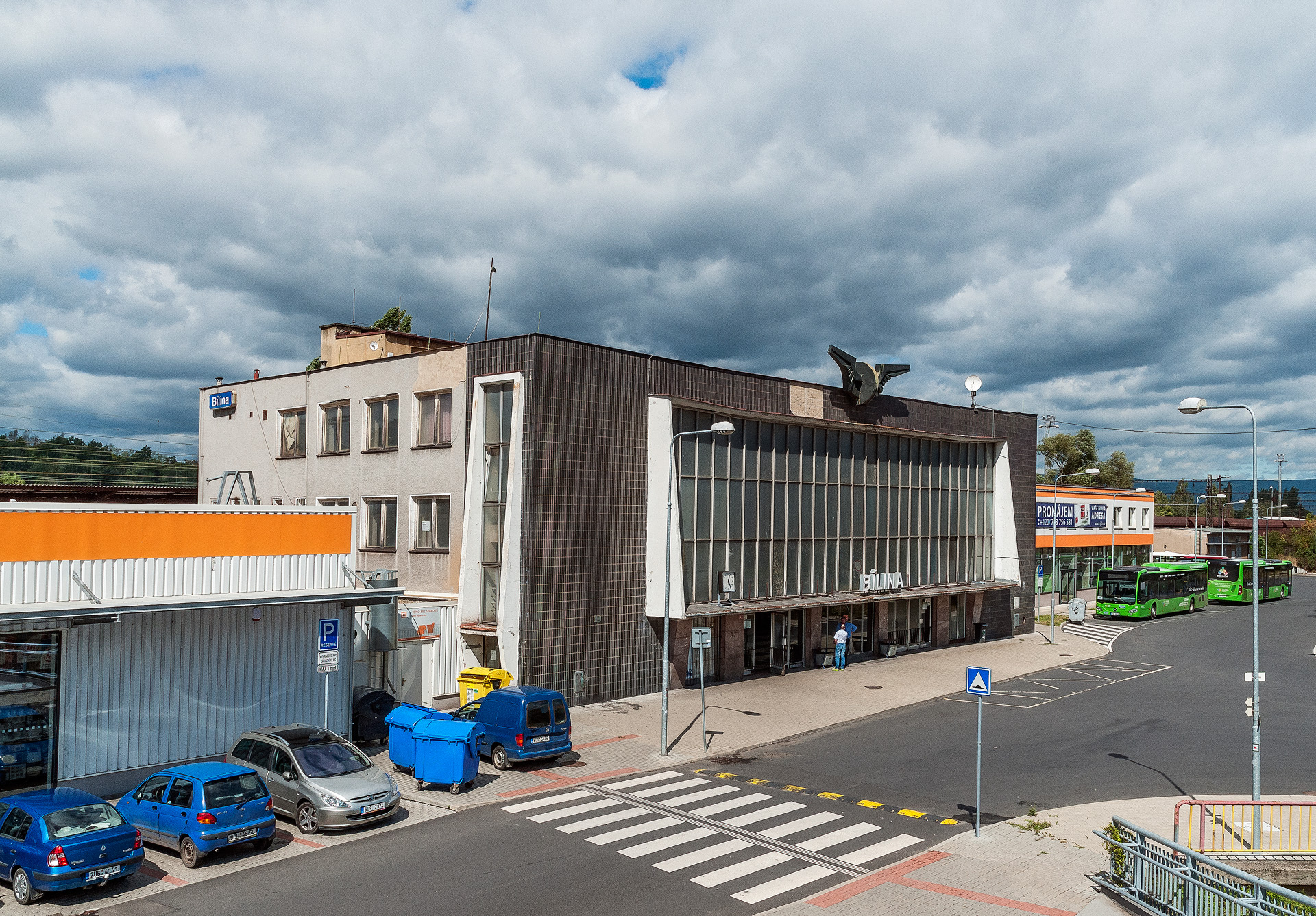
Nové nádraží v Bílině, otevřené v šedesátých letech 20. století